# Polyploca
Polyploca är ett släkte av fjärilar som beskrevs av Jacob Hübner 1821. Polyploca ingår i familjen sikelvingar.

## Bildgalleri

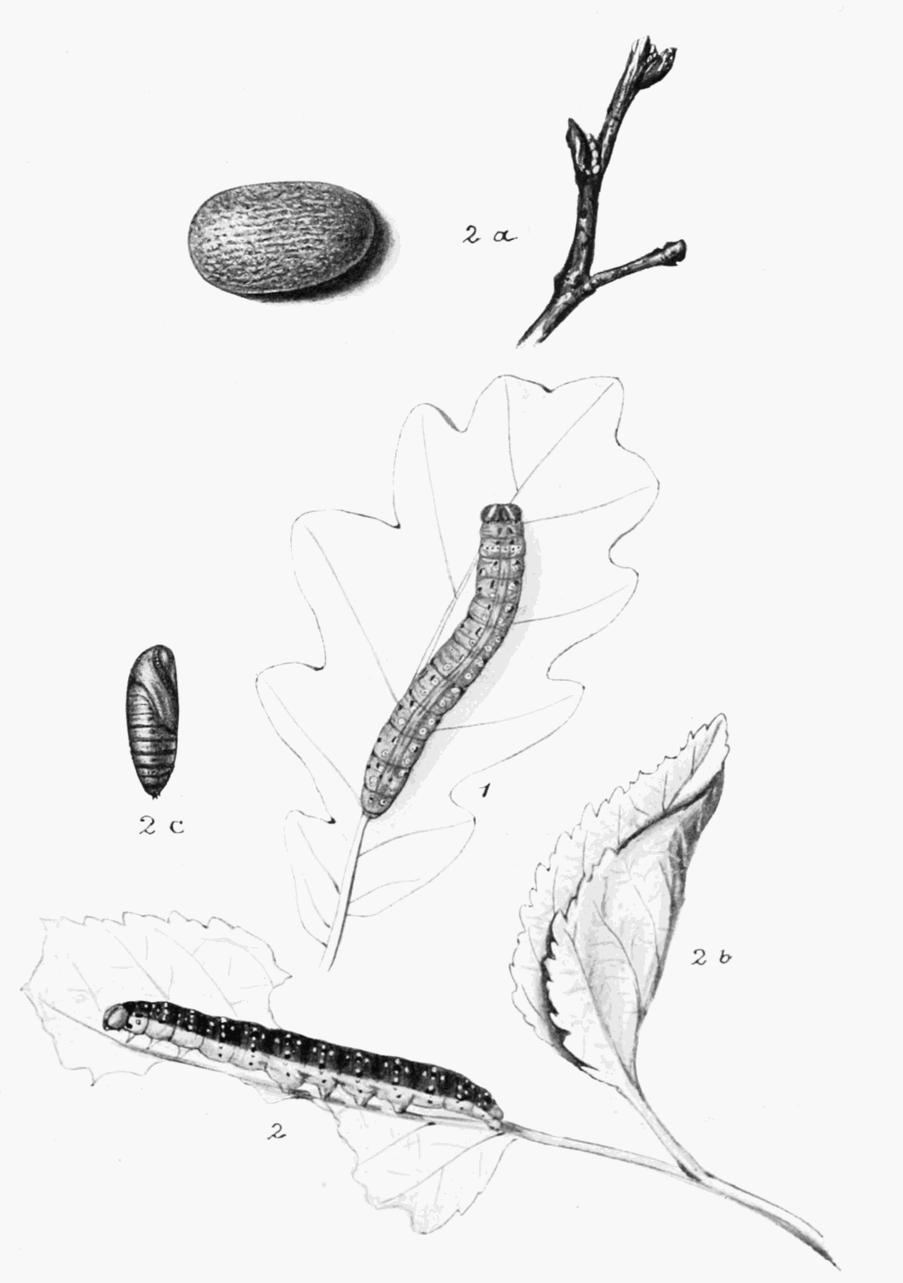
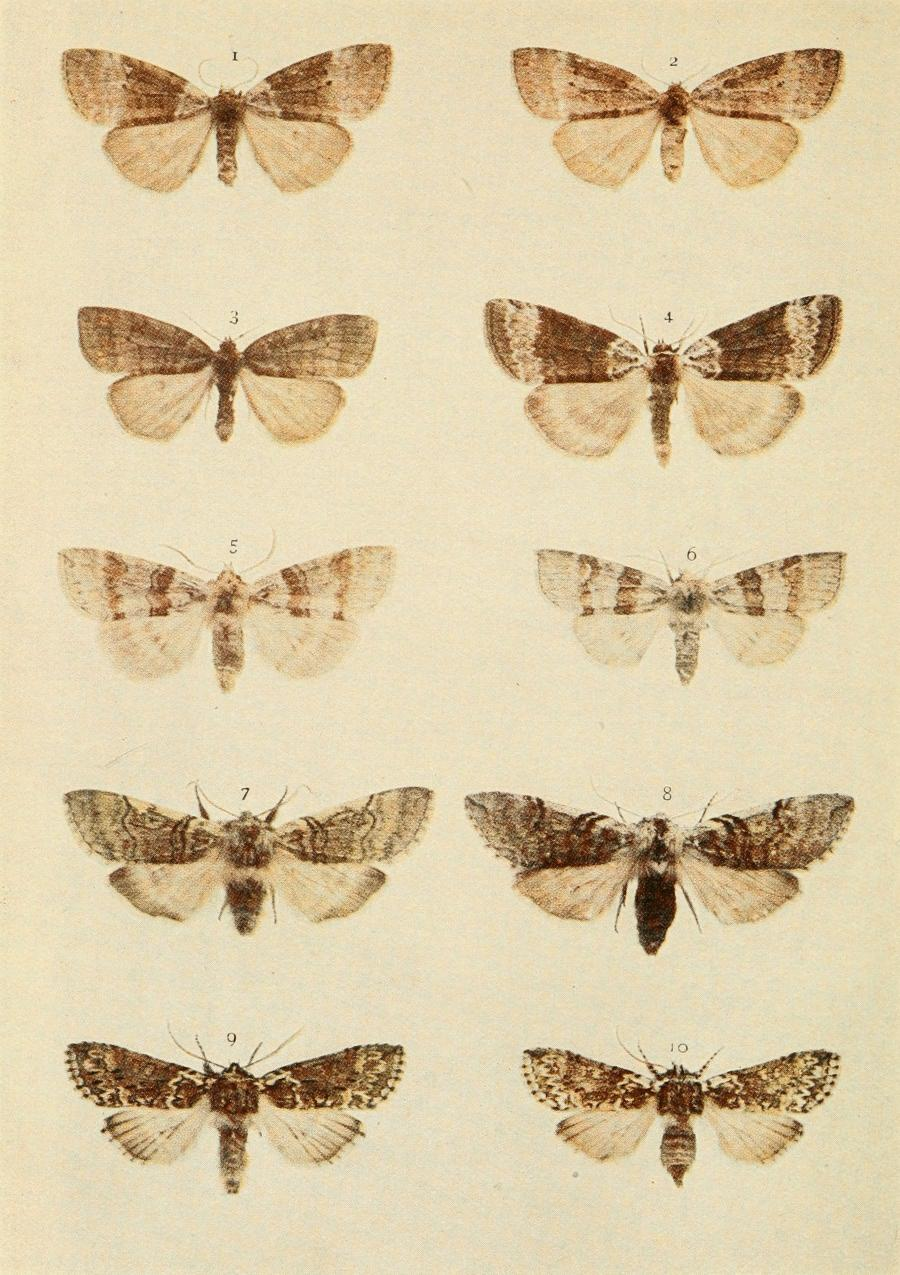
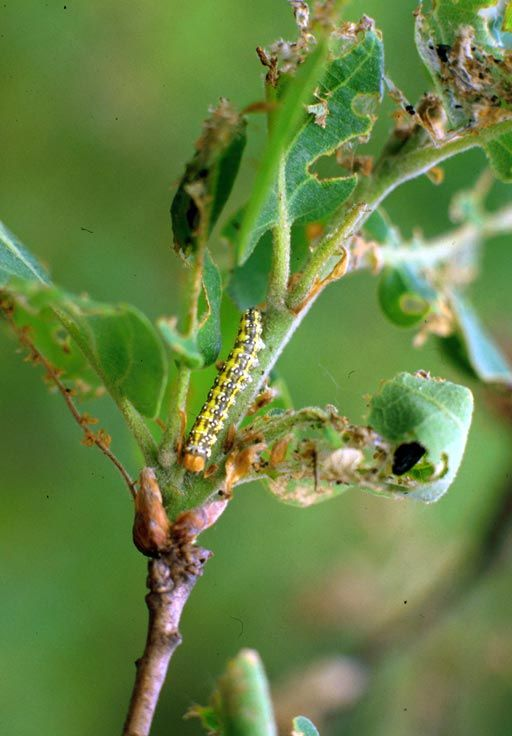
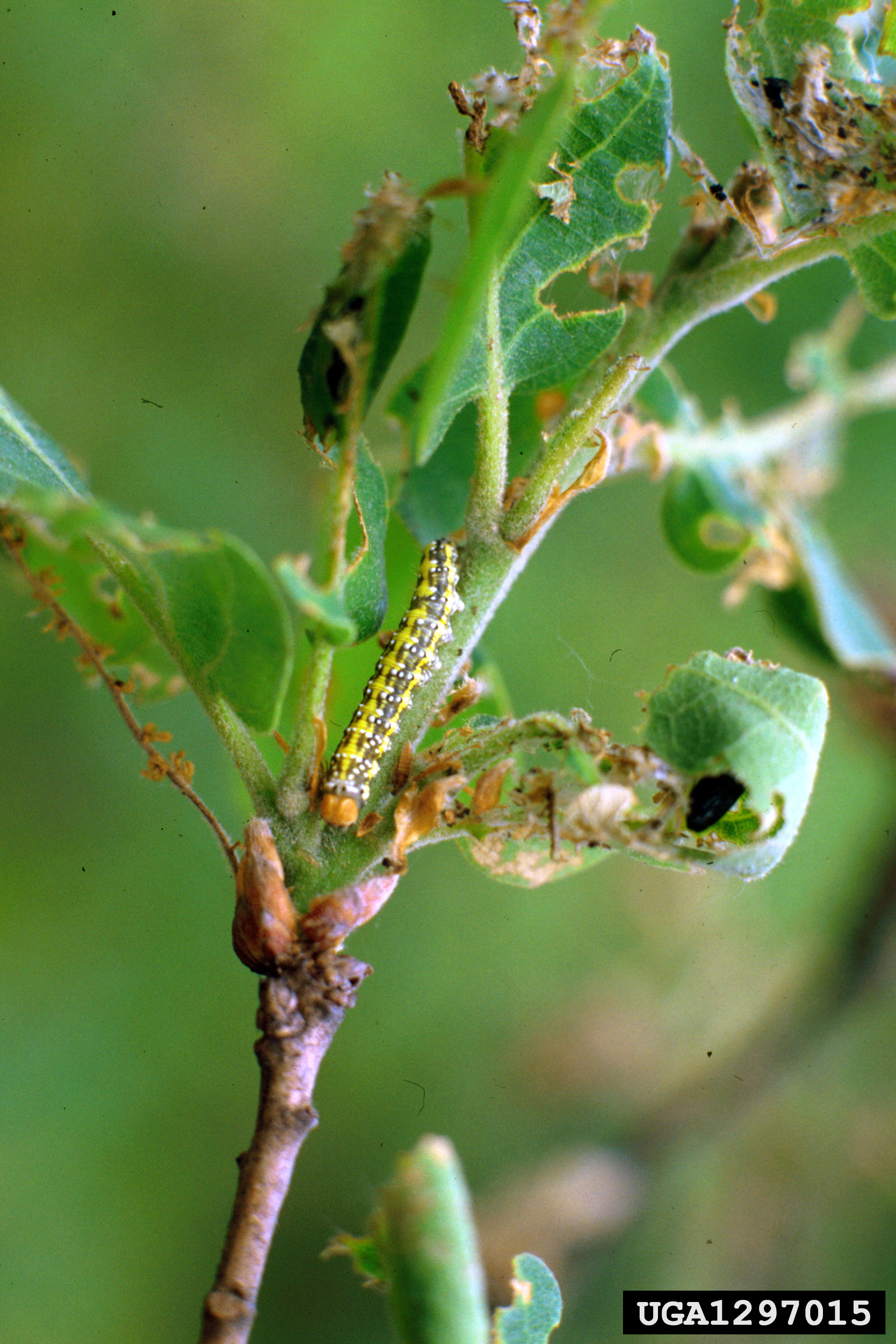
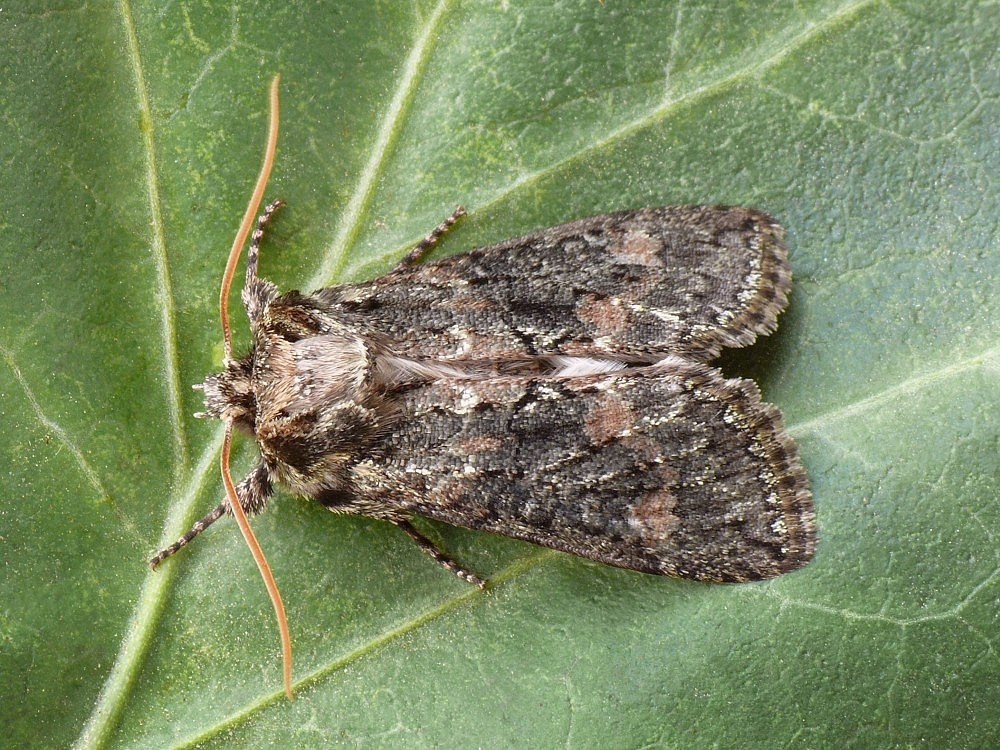

## Dottertaxa tillPolyploca, i alfabetisk ordning[1][2]
- Polyploca anguligera
- Polyploca bifasciata
- Polyploca bilinea
- Polyploca castaneata
- Polyploca chrysoceras
- Polyploca concinna
- Polyploca curvicosta
- Polyploca erythrocephala
- Polyploca galema
- Polyploca hoerburgeri
- Polyploca honei
- Polyploca interrupta
- Polyploca interrupta-alba
- Polyploca interrupta-ochrea
- Polyploca korbi
- Polyploca meridionalis
- Polyploca neoridens
- Polyploca nigricans
- Polyploca nigripunctata
- Polyploca nigrofasciata
- Polyploca nigrofascicula
- Polyploca nigropunctata
- Polyploca putris
- Polyploca ridens
- Polyploca ruficollis
- Polyploca semiobsoleta
- Polyploca singularis
- Polyploca transmarina
- Polyploca unicolor
- Polyploca variegata
- Polyploca xanthoceros